# SN 1997ek
SN 1997ek – supernowa typu Ia odkryta 28 grudnia 1997 roku w galaktyce A045611-0341. W momencie odkrycia miała maksymalną jasność 23,80m.